# Невтішне горе
«Невтішне горе» — картина українського художника Івана Крамського (1837—1887), написана в 1884 році. Картина є частиною зборів Державної Третьяковській галереї (інв. 679). Розмір картини — 228 × 141 см.

## Історія і опис
Картина «Невтішне горе» була задумана і писалася під враженням від особистої трагедії, яка спіткала художника — смерті його молодшого сина Марка в 1876 році. На картині зображена скорботна жінка в траурному чорній сукні — в її рисах вгадується схожість з дружиною художника Софією Миколаївною.
Крамськой працював над цією картиною близько чотирьох років. Перш ніж зупинитися на остаточному композиційному вирішенні, він створив кілька попередніх варіантів. Крамськой розповідав про остаточний варіант картини: «Зупинився, нарешті, на цій формі, тому що більше двох років ця форма не викликала в мені критики».
В остаточному варіанті картини художник надзвичайно стриманий в показі зовнішніх проявів людських почуттів. Вони головним чином зосереджені в очах жінки і в її руках. Однією рукою вона притискає до губ хустку, інша рука опущена. Очі відчуженість, повні безпросвітної нудьги.
Володимир Порудоминский так писав про Цю картину в життя без Книзі про Крамського:
 Володимир Порудоминский так писав про цю картину в своїй книзі про Крамского: Коли картина була готова, 
|  | Жінка в чорній сукні незаперечно просто, природно зупинилася біля коробки з квітами, в одному кроці від глядача, в єдиному роковому кроці, який відокремлює горе від того, хто горю співчуває, - дивно зримо і закінчено лягла в картині перед жінкою ця поглядом лише намічена порожнеча . Погляд жінки (очі не трагічно темні, а буденно почервонілі) владно притягує погляд глядача, але не відповідає на нього. У глибині кімнати, зліва, за портьєрою (нема за портьєрою-декорацією, а портьєрою - звичайним і малопомітним предметом обстановки) прочинені двері, і там - теж порожнеча, незвичайно виразна, вузька, висока порожнеча, пронизана тьмяно-червоним полум'ям воскових свічок (все , що залишилося від світлового ефекту). |

Крамськой написав Павлу Третьякову: «Прийміть від мене цю трагічну картину в дар, якщо вона не зайва в російського живопису і знайде місце у вашій галереї». Третьяков взяв картину в свою колекцію, але змусив художника прийняти за неї гроші. У Саратовському художньому музеї імені А. Н. Радищева зберігається ескіз цієї картини, який композиційно відповідає мальовничому твору. У поемі «Москва-Петушки» картина «Невтішне горе» переслідує головного героя в п'яному мареві: так, в вагоні електрички "жінка, вся в чорному з голови до п'ят, стояла біля вікна і, байдуже розглядаючи млу за вікном, притискала до губ мереживну хустку ".